# 馬腹二
HD 116243，又名CP-63 2732，SAO 252293、HR 5041，是一颗恒星，视星等为4.53，位于銀經306.42，銀緯-1.88，其B1900.0坐标为赤經13h 17m 17s，赤緯-64° -1.88′ 44″。